# Montagne des Agneaux
La Montagne des Agneaux (3.664 m s.l.m.) è una montagna del Massiccio des Écrins nelle Alpi del Delfinato.

## Caratteristiche
La montagna è formata da tre vette:

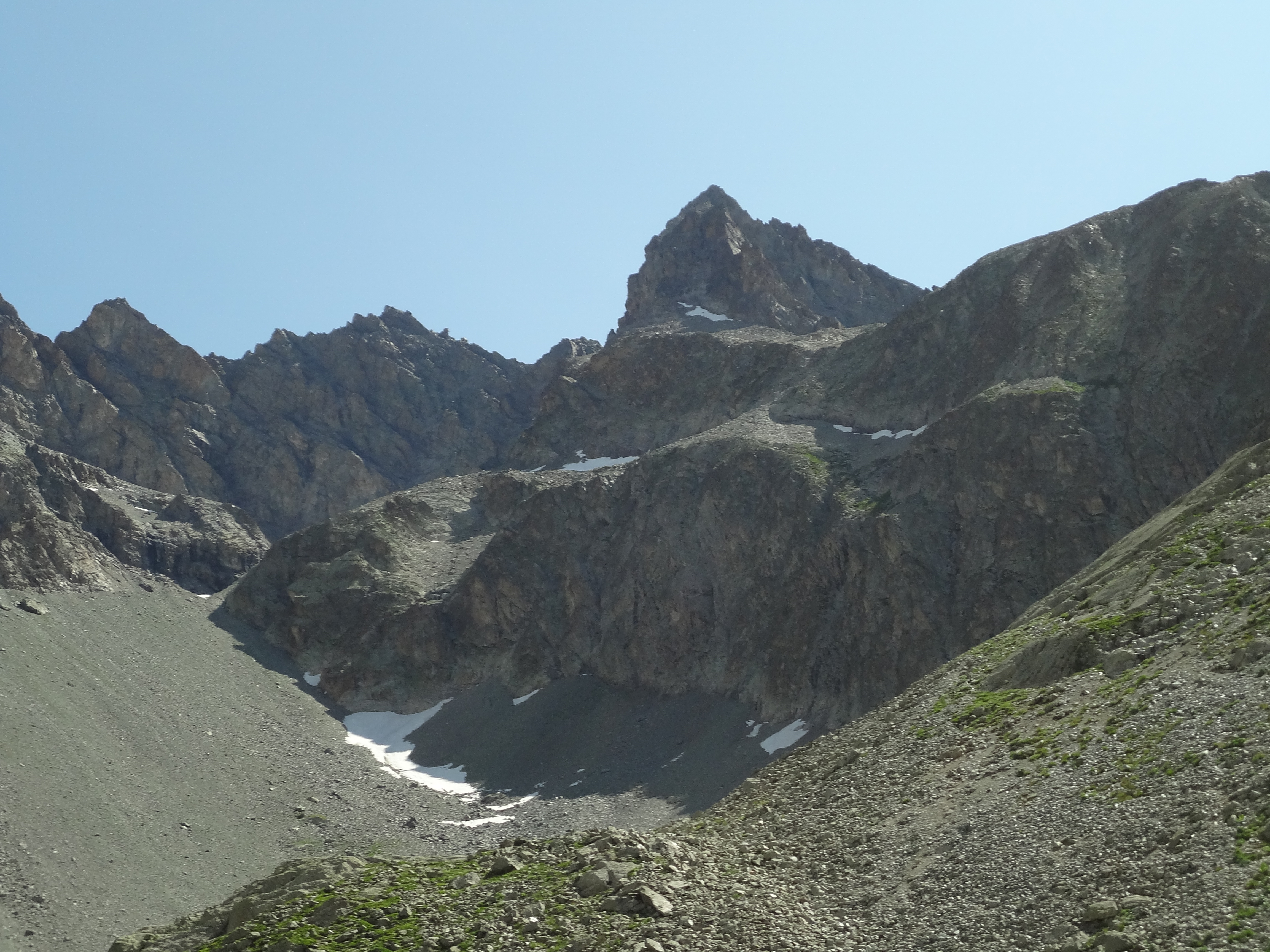
Versante ovest della montagna.

- Calotte des Agneaux o Agneau Blanc - 3.634 m
- la vetta centrale - 3.648 m
- la vetta culmine o Agneau Noir - 3.664 m.

Il versante nord della montagna scende sul Glacier d'Arsine.

## Salita alla vetta
La montagna fu salita per la prima volta il 17 luglio 1873 da William Auguste Coolidge con le guide Christian Almer e Christian Roth.
La via normale di salita avviene tramite il versante sud partendo dal rifugio del Glacier Blanc (2.550 m).